# Право (1869 – 1873)
Вижте пояснителната страница за други значения на Право.
„Право“ е български вестник, излизал в Цариград през 1869 под редакцията на Христо Стоянов и Иван Найденов. Той е продължение на вестник „Гайда“. Издаването му започва на 4 март 1869 .
По време на Възраждането женските дружества са били абонирани за вестника.